# روح في السماء (أغنية)

روح في السماء (بالإنجليزية: Spirit in the Sky) أغنية كتبها نورمان جرينباوم Norman Greenbaum وسجلها واصدارها في أواخر عام 1969. أصبحت الأغنية رقمًا قياسيًا ذهبيًا، حيث بيع منها مليوني نسخة من عام 1969 إلى عام 1970، ووصلت إلى المركز الثالث على قائمة بيلبورد هوت 100 Billboard Hot الأمريكي (18 أبريل 1970)، واستمر لمدة 15 أسبوعًا في قائمة أفضل 100 أغنية، والمركز الأول في WCFL في 16 مارس 1970، وفي WLS في 23 مارس 1970، قبل عيد الفصح مباشرة. صنفت بيلبورد الرقم القياسي للأغنية رقم 22 لعام 1970، كما صعدت إلى المرتبة الأولى على قوائم المملكة المتحدة وأستراليا وكندا في عام 1970. صنفت رولينج ستون الأغنية  في المرتبة رقم 333 في قائمتها لأعظم 500 أغنية في كل العصور. ظهرت الأغنية في ألبوم عام 1969 الذي يحمل نفس الاسم. كما احتلت النسخ التي لعبها الفريق البريطاني دكتور والميدكس Doctor and the Medics، ونسخة المغني البريطاني جاريث جيتس Gareth Gates، المركز الأول على القوائم البريطانية.

## خلفية الأغنية
تشير «روح في السماء» إلى عدة إشارات دينية ليسوع، على الرغم من أن جرينباوم يهودي، وفي مقابلة عام 2006 مع صحيفة نيويورك تايمز، أخبر جرينباوم أحد المراسلين أنه كان مصدر إلهام لكتابة الأغنية بعد مشاهدة بورتر واجنر وهي تغني أغنية إنجيلية على شاشة التلفزيون. قال جرينباوم: «فكرت» نعم.. يمكنني فعل ذلك، «أنا لا أعرف شيئًا عن موسيقى الإنجيل، لذلك جلست وكتبت ترنيمة الإنجيل الخاصة بي. لقد جاءت بسهولة. كتبت الكلمات في 15 دقيقة».
وفقًا لمقال نيويورك تايمز، استخدم جرينباوم جيتار فندر تلي كاستر، مع صندوق زغب مدمج في الجيتار، لتوليد الصوت المميز لعزف الجيتار في الأغنية. كان الصوت الناتج عبارة عن مزيج «مقنع بشكل غريب» من موسيقى الإنجيل وموسيقى الروك العنيف، مع الطبول الصاخبة والجيتار الكهربائي المشوه، والتصفيق بالأيدي، والدفوف. أحضر فريق الإنتاج فرقة الأخوات ستوفول وهي فرقة إنجيلية تتخذ من أوكلاند مقراً لها، لتغني أصواتاً داعمة. بسبب طول الأغنية وكلماتها، كانت شركة التسجيل مترددة في البداية في إصدارها، ولكن تم إصدارها أخيرًا كأغنية واحدة بعد أن حققت أغنيتين من الألبوم مبيعات ضعيفة. حققت الأغنية نجاحًا عالميًا، وكانت في ذلك الوقت الأغنية الأكثر مبيعًا على الإطلاق لعلامة شركة ربرايز للتسجيلات.

## كلمات الأغنية
عندما أموت ويمددوني لأرتاح When I die and they lay me to rest

سأذهب إلى المكان الأفضل Gonna go to the place that's the best
عندما مددوني لأموت When they lay me down to die
ارتفع كروح في السماء Goin up to the spirit in the sky
اصعد إلى الروح في السماء Coin' up to the Spirit in the sky
هذا هو المكان الذي سأذهب إليه عندما أموت That's where I'm gonna go when I die
عندما أموت ويمددوني When I die and they lay me to rest
سأذهب إلى المكان الأفضل I'm gonna go to the place that's the best
جهز نفسك، فأنت تعلم أنه أمر لا بد منه Prepare yourself, you know it's a must
أجد في يسوع صديق Gotta have a friend in Jesus
لذلك أنت تعلم أنه عندما تموت So you know that when you die
سوف يدفع بك كروح في السماء He's gonna recommend you to the Spirit in the sky
قف.. سيدعمك كروح في السماء Whoa he'll recommend you to the Spirit in the sky
هذا هو المكان الذي ستذهب إليه عندما تموت That's where you're gonna go when you die
عندما تموت، فإنهم يمددونك When you die, and they lay you to rest
ستذهب إلى المكان الأفضل You're gonna go to the place that's the best
لم أكن مذنبا قط، لم أخطئ أبدا Never been a sinner, I've never sinned
أجد في يسوع صديق I've got a friend in Jesus
لذلك أنت تعرف عندما أموت So you know that when I die
سيضعوني مع الروح في السماء He's gonna set me up with the Spirit in the sky
قف..ادعمني كروح في السماء Whoa, set me up with the Spirit in the sky
هذا هو المكان الذي سأذهب إليه عندما أموت That's where I'm gonna go when I die
عندما أموت ويمددوني When I die and they lay me to rest
سأذهب إلى المكان الأفضل I'm gonna go to the place that's the best
اذهب إلى المكان الأفضل Go to the place that's the best

## وصلات خارجية
https://www.youtube.com/watch?v=8SCvKB-W0Ok روح في السماء (أغنية)
https://www.rollingstone.com/music/music-features/norman-greenbaum-interview-spirit-in-the-sky-934508/ روح في السماء (أغنية)
https://www.allmusic.com/album/spirit-in-the-sky-mw0000588123 روح في السماء (أغنية)
https://www.songfacts.com/facts/norman-greenbaum/spirit-in-the-sky روح في السماء (أغنية)